# Acrodon
Acrodon és un gènere de plantes suculentes aïzoàcies. Està distribuït a Àfrica del Sud.

## Taxonomia
Acrodon va ser descrit per Nicholas Edward Brown, i publicat a Gard. Chron., ser. 3. 81: 12 (1927). L'espècie tipus és: Acrodon bellidiflorus (L.) N.E.Br (Mesembryanthemum bellidiflorum L.)

## Etimologia
Acrodon: prové del grec:  akros = "punta" i odons = "dent" referit a les fulles dentades.

## Taxonomia
Segons The plantList.
- Acrodon bellidiflorus N.E.Br.
- Acrodon deminutus Klak
- Acrodon duplessiae (L.Bolus) Glen
- Acrodon leptophyllus (L.Bolus) Glen
- Acrodon parvifolius du Plessis
- Acrodon purpureostylus (L.Bolus) Burgoyne
- Acrodon quarcicola H.E.K.Hartmann
- Acrodon subulatus N.E.Br.